# Succursalisme

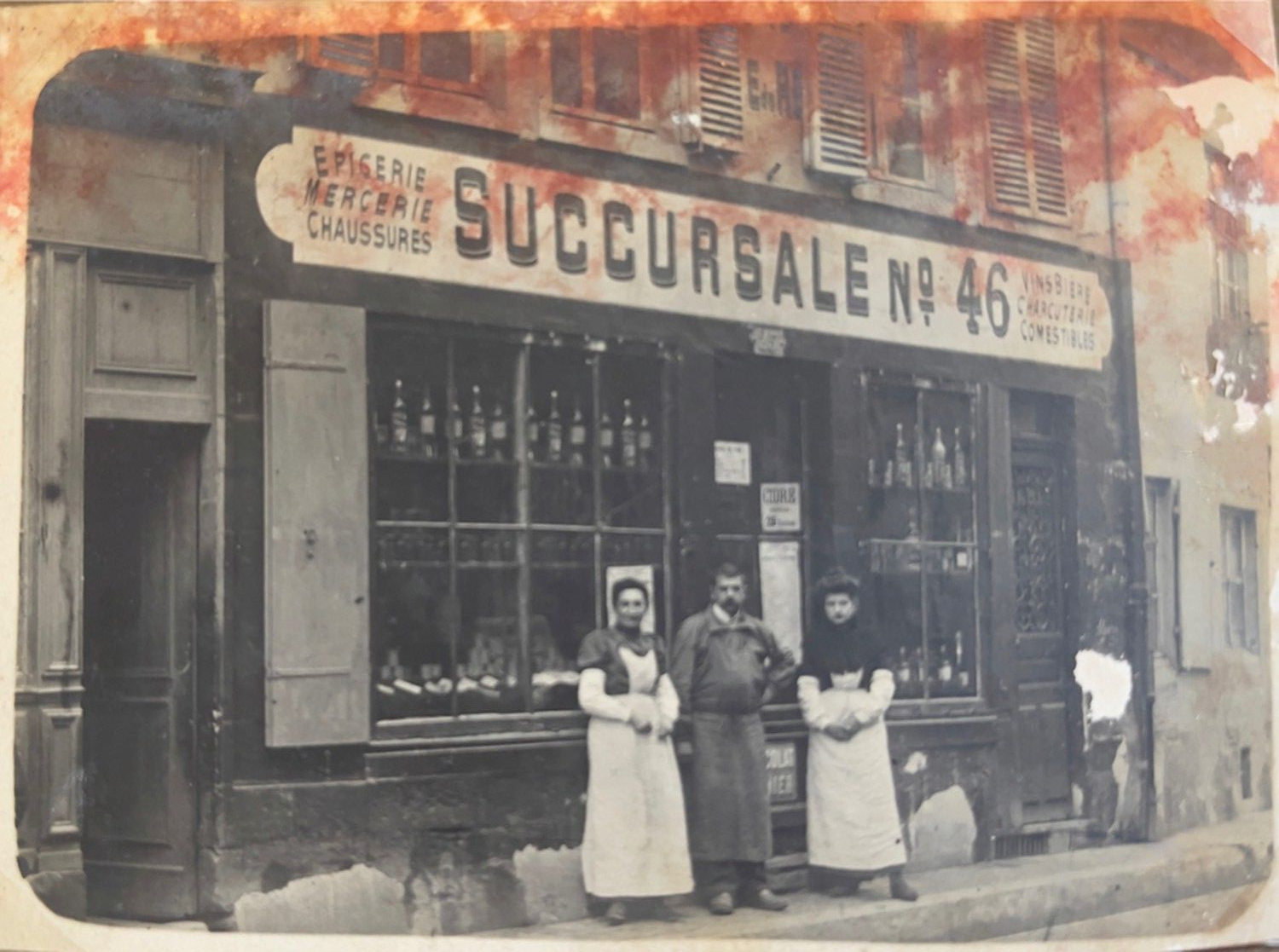
Reims. Famille BOUCHE - TROUSSET

Le succursalisme ou magasins à succursales multiples est une forme de commerce intégré dans laquelle la fonction d’achat en gros et de logistique est assurée par une centrale d’achat et la fonction de vente au détail l'est par différentes succursales géographiquement dispersées.
Ce fut une forme de commerce qui prit son essor à Reims à partir de la fin du XIXe siècle avec les Docks rémois, les Comptoirs Français entre autres.
On attribue l’origine du succursalisme à Étienne Lesage qui a créé Établissements économiques des Sociétés de secours mutuels de la ville de Reims, premier établissement à succursales mutltiples.